# Antonio Pagni

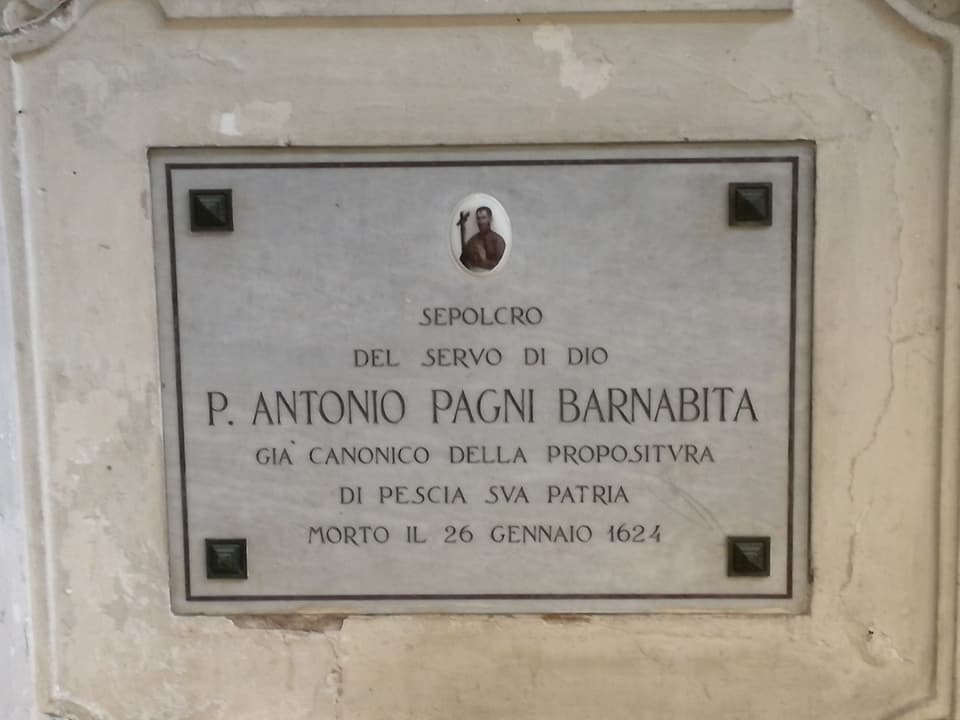
La tomba nella chiesa della Santissima Annunziata di Pescia.

Antonio Tommaso Pagni (Pescia, 21 dicembre 1556 – 24 gennaio 1624) è stato un presbitero, religioso barnabita, servo di Dio italiano.

## Biografia
Nacque da Bartolomeo e Piera Orlandi, esponenti di due delle più importanti famiglie nobili di Pescia. A sette anni, quando morì lo zio paterno Cristiano Pagni, proposto nullius di Pescia, già segretario del granduca di Toscana Cosimo I, ricevette la sacra tonsura dal proposto Guido Guido il 7 febbraio 1563 e fu insignito del beneficio della Purificazione di Maria presso la cattedrale di Pescia. A diciassette, fu mandato a studiare filosofia e diritto all'Università di Pisa, dove conseguì la laurea in utroque iure. In seguito, si trasferì a Firenze per intraprendere gli studi di teologia. 
Ricevuti gli ordini sacri dal vescovo di Fiesole Francesco da Diacceto, fu consacrato sacerdote il 6 giugno 1583 dal vescovo di Volterra. A ventisette anni, fece rientro a Pescia, dove si dedicò a tempo pieno all'insegnamento della dottrina cristiana ai bambini e a tutto il popolo della cittadina, oltre che svolgere la mansione di confessore delle monache benedettine di Santa Maria Nuova. Per i meriti acquisiti in tali attività, nel 1587 fu nominato canonico della cattedrale di Pescia, con la mansione di tesoriere, e inviato parroco a Pietrabuona, sopra Pescia. A Pietrabuona, instaurò un ottimo rapporto con la popolazione. 
Sull'esempio di san Filippo Neri, fondò a Pescia una congregazione di laici, della quale curava la formazione spirituale. Fu scelto dal proposto come confessore e direttore delle Monache benedettine di Pescia. Decisiva fu la conoscenza del buggianese Paolo Ricordati (1517 – 1633), che divenne suo compagno d'attività per ben trentacinque anni. Insieme a lui e ad altri confratelli, rilevò un palazzo il 17 luglio 1590 nella Ruga degli Orlandi e ne ottenne altri in dono. Abbattuti, al loro posto il 3 giugno 1595 fu posta la prima pietra della chiesa della Santissima Annunziata. Si avvicinarono ai chierici regolari della Madre di Dio, fondati dal santo lucchese Giovanni Leonardi, già vecchio amico del Ricordati. Fu decisa la creazione della nuova Congregazione dei chierici secolari della Santissima Annunziata di Pescia, canonicamente eretta nel 1604 dal proposto Stefano Cecchi. Il 6 settembre 1623 la congregazione ottenne la fusione della congrega con i Chierici regolari di San Paolo detti barnabiti, che avevano una fiorente comunità a Pisa. Intraprese lui stesso tutto il cammino formativo all'interno dell'ordine fino alla morte. 
Morì in concetto di santità e nel 1627 fu avviato il processo canonico per la sua beatificazione, che si fermò per mancanza di documentazione. È sepolto nella chiesa della Santissima Annunziata di Pescia.